# Pauline Bremer
Pauline Bremer (født 10. april 1996) er en tysk fodboldspiller, der spiller for VfL Wolfsburg og Tysklands landshold. Hun har tidligere spillet for bl.a. den engelske klub Manchester City W.F.C. i FA Women's Super League og den franske klub Olympique Lyonnais.